# Teatro romano di Aosta
Il Teatro romano di Aosta è un teatro di epoca romana.

## Storia
La costruzione del teatro è ritenuta avvenuta qualche decennio dopo la fondazione della città, nel 25 d.C.: nell'area sono infatti stati rinvenuti resti di costruzioni preesistenti.
L'anfiteatro risale all'epoca dell'imperatore Claudio.
Gli edifici riservati allo spettacolo, teatro e anfiteatro, furono edificati nella zona nord-orientale della città in posizione decentrata, ma pur sempre nei pressi della Porta Pretoria.

## Descrizione

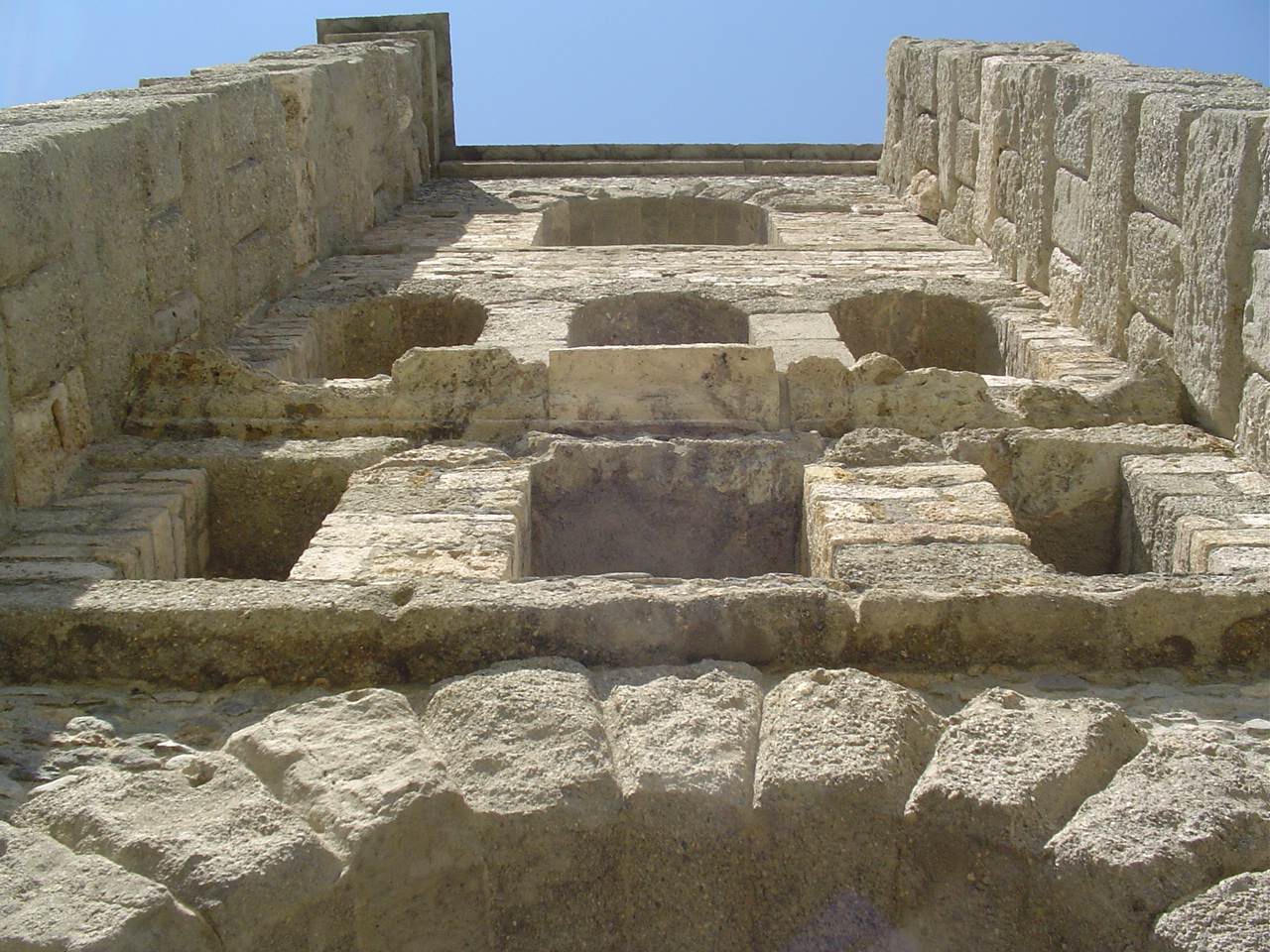
Teatro romano di Aosta: i tre ordini di finestre della facciata

Insieme all'anfiteatro, posto sul medesimo asse, occupa tre isolati contigui alla cinta muraria, lungo la principale strada della città, il Decumano massimo, in prossimità della Porta Prætoria.
Il teatro occupava un'area di 81 m di larghezza e di 64 m di lunghezza. La cavea era inserita in un recinto a pianta rettangolare, la cui facciata esterna si conserva per un'altezza di 22 m sul lato meridionale; la sua facciata era contraddistinta da una serie di contrafforti verticali posti a 5,5 m di distanza l'uno dall'altro e alleggerita da quattro ordini di aperture: in basso, le arcate d'ingresso e, verso l'alto, tre ordini di finestre sovrapposte, di forma diversa.
Questo inserimento ha fatto supporre l'esistenza di una copertura, che doveva fare dell'edificio un theatrum tectum, sul tipo di quello di Pompei.

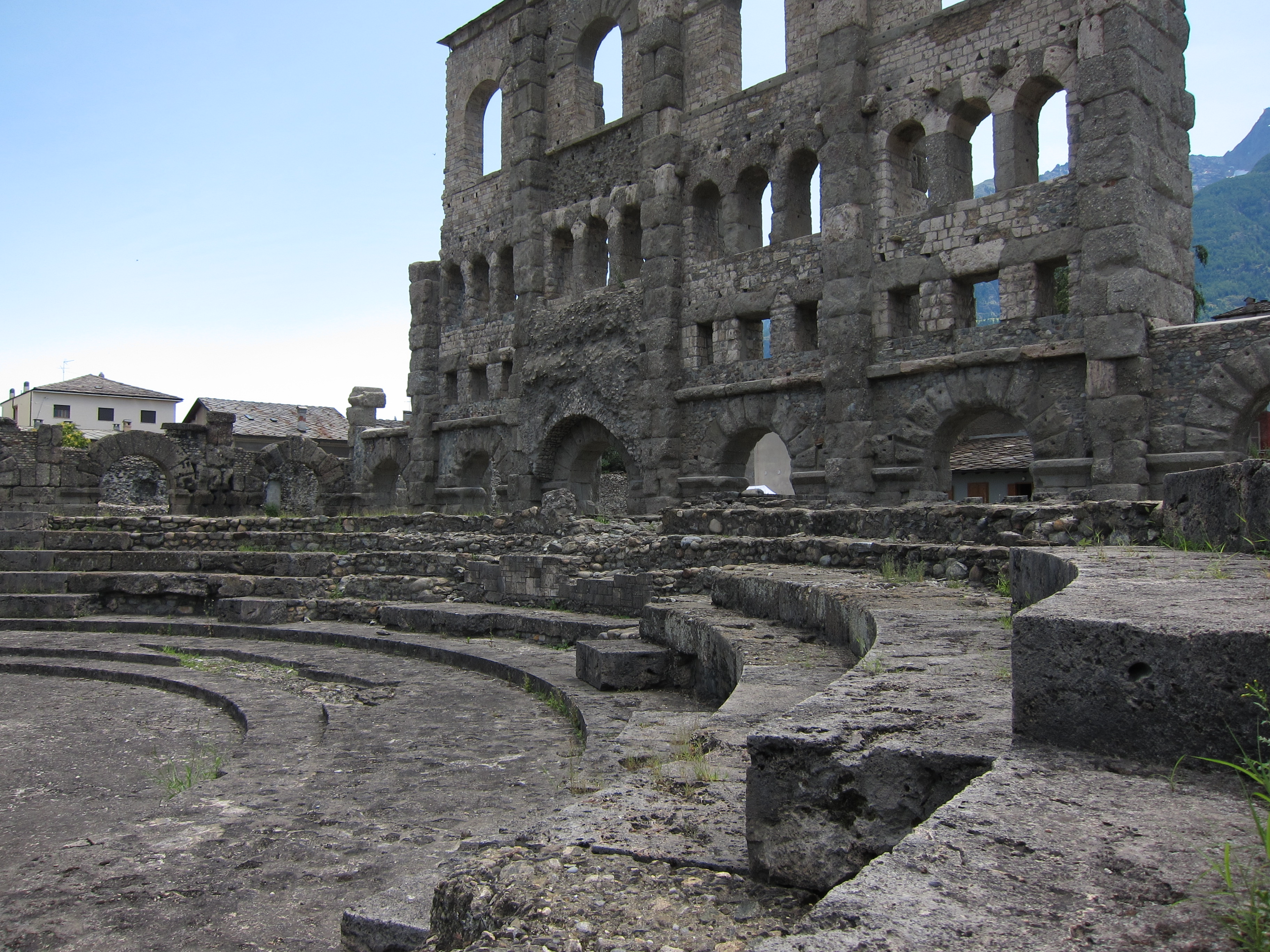
Teatro romano di Aosta: vista della recinzione esterna e delle gradinate della cavea

Le gradinate della cavea potevano ospitare 3.500/4.000 spettatori.
L'orchestra del teatro aveva un raggio di 10 m. Il muro della scena, di cui restano solo le fondazioni, era ornato da colonne di ordine corinzio e da statue e rivestito di marmi.
il teatro non è perfettamente semicircolare ma ha una forma un po' rettangolare; è alto 22 m e si è conservato perfettamente grazie ad alcune costruzioni civili di epoca medievale, addossate alla facciata meridionale.

## Il recupero

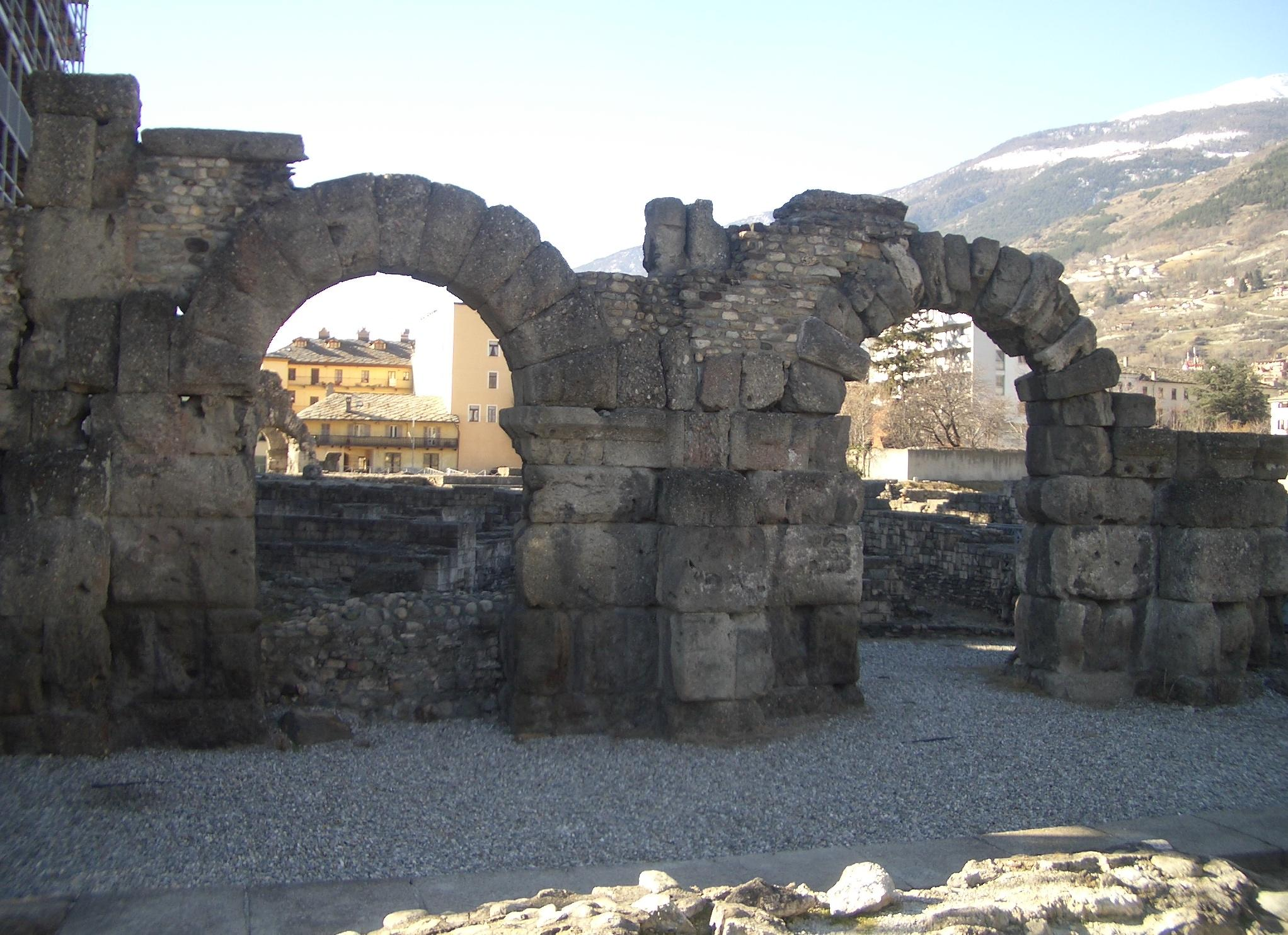
Arcate sul lato destro del teatro

Secondo la tradizione locale, nel 1833 per la costruzione del municipio di Aosta, venne proposto di usare il teatro romano come cava di pietra: per opporsi a questa distruzione, il priore e storico Jean-Antoine Gal si sarebbe recato personalmente a piedi a Torino dal re per invocarne l'intervento.

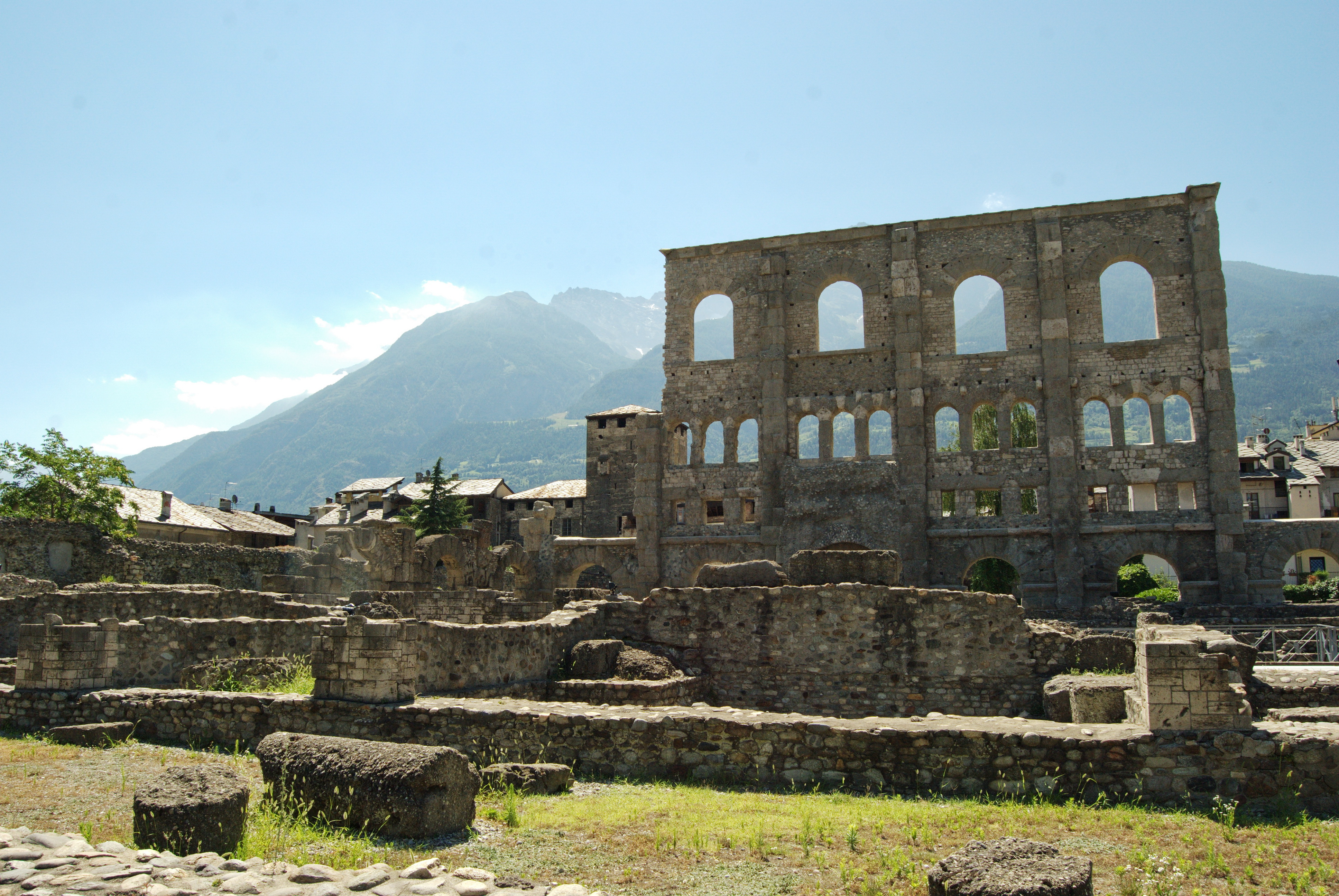
Vista del teatro

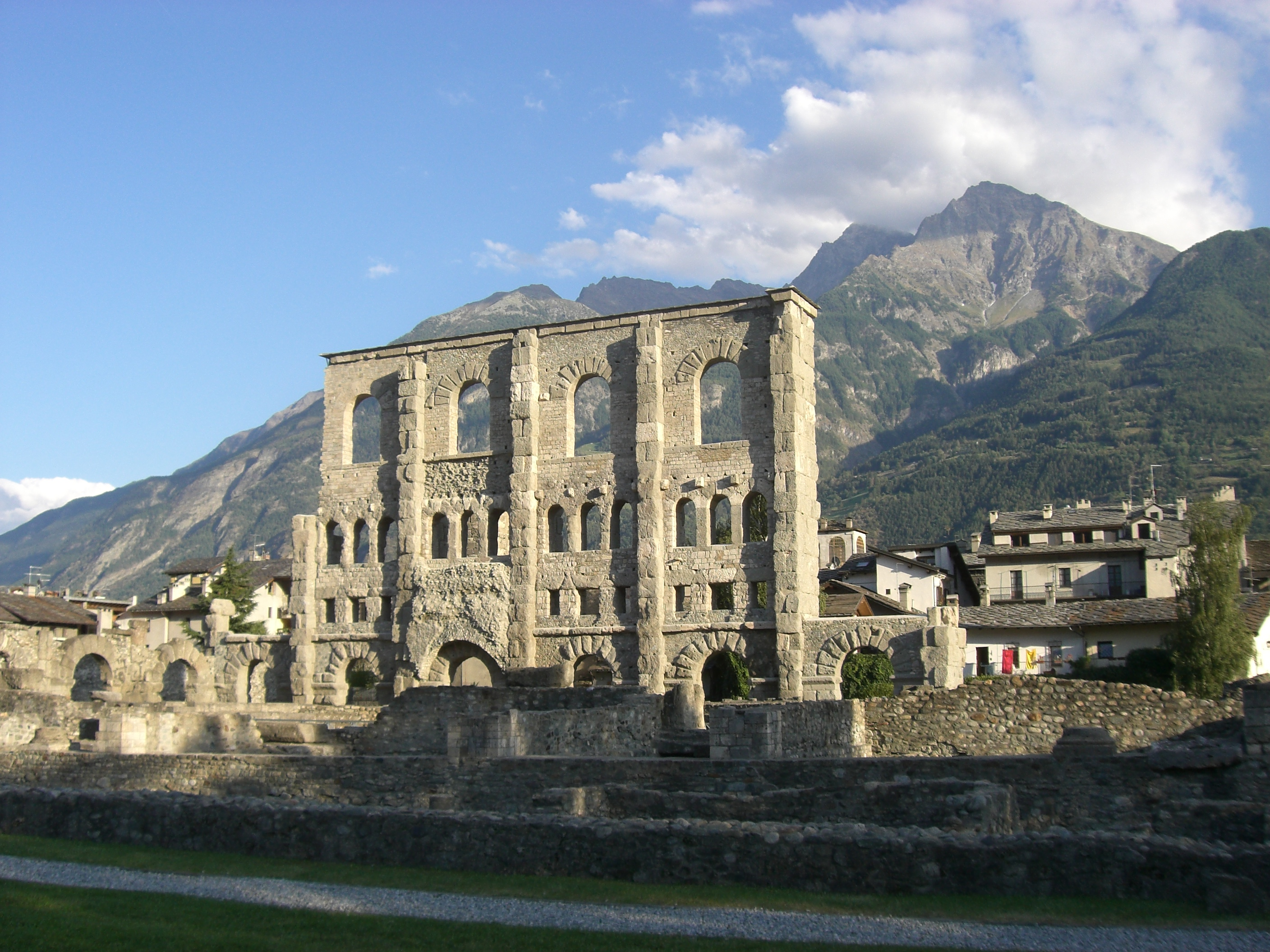
Il teatro dopo la Restitution del 2009.

A partire dal 1838, Carlo Promis avviò le prime indagini archeologiche nell'area: i muri rinvenuti vennero attribuiti ad un palazzo del pretore (fr. Palais du préteur). Una prima sommaria sistemazione della struttura si ebbe negli anni venti. Ampi lavori di recupero e di restauro tra il 1933 e il 1941 interessarono la facciata e la zona sud-ovest. Sempre nella stessa zona gli scavi condotti negli anni sessanta hanno riportato alla luce resti di abitazioni del II o III secolo d.C. e le basi di sei colonne facenti parte di un porticato che fiancheggiava una via.
Nel 2008 - 2009 furono effettuate ulteriori attività di consolidamento della facciata monumentale con la Restitution del 2009.
Dal 2011 e fino al 2013 fianco del complesso romano è stata costruita una struttura in grado di ospitare oltre 1.000 persone al coperto. Il palco è stato sede inoltre del Premio Mogol 2011.
Durante la stagione estiva al teatro hanno luogo alcuni concerti e spettacoli, mentre nella stagione invernale ospita i mercatini di Natale.